# Concha Alborg
Concha Alborg es una autora estadounidense de ascendencia española.  Trabajó de profesora en la Universidad de Saint Joseph's en Filadelfia, Pensilvania durante 29 años. Tiene importancia como autora en el campo de autores estadounidenses que escriben en español y en inglés y como autora que a veces usa dos lenguas en sus trabajos. Además de ser conocida por sus obras bilingües, es conocida por su atención a los sentimientos que tienen las personas que viven entre dos culturas debido a sus raíces y su vida actual.

## Información biográfica
Concha Alborg nació en Valencia, España en 1945 y creció en Madrid durante los años posteriores a la guerra civil española. Su padre era crítico literario e historiador en el campo de los estudios hispánicos y emigró con su familia a los Estados Unidos in 1961 cuando Concha tenía 16 años.  Se formó en EE. UU. consiguiendo en 1982 el doctorado en el Colegio de Artes Liberales, Departamento de Estudios Graduados de Español y Portugués en la Universidad de Temple en Filadelfia, Pensilvania. En 1977 obtuvo el Master of Arts en Literatura Española, Escuela Graduada de Artes y Ciencias en la Universidad de Emory, Atlanta, Georgia. Terminó la licenciatura en 1975 con el Bachelor of Arts in Español en la Universidad de Georgia State, Atlanta, Georgia. Desde 2009, hay un premio en honor a Concha Alborg que cada año premia en la Universidad de Saint Joseph's a un estudiante del Programa de Estudios en Madrid.  Concha tiene dos hijas y tres nietos y vive en Filadelfia cerca de ellos.

## Publicaciones
Concha ha sido descrita como "una tremenda creadora". Ha compartido sus opiniones sobre las mejores formas de publicar los trabajos escritos, cuál es el mejor proceso para escribir un libro y también compartió lo que ocurre cuando una persona de su propia familia llega a ser un personaje en un libro que uno escribe. A menudo Concha escribe sobre los problemas de los padres inmigrantes y sus hijos que se convierten en ciudadanos del país de inmigración y los sentimientos que ellos tienen. Sus obras describen el contraste que existe entre la cultura de América y la de España contemporánea y como se vive entre dos idiomas y dos culturas con la necesidad de “rellenar los huecos”.
Concha Alborg ha tenido una larga historia de escritura durante su carrera académica y continúa hoy día con obras de ficción y memorias.  Como investigadora académica se enfoca en la literatura y cultura españolas contemporáneas con énfasis en la posguerra y las obras escritas por mujeres. Su lista de publicaciones que incluye libros (tanto novelas como obras de ficción) y cuentos es la siguiente: 

### Libros
- My Mother, That Stranger. Letters from the Spanish Civil War. Sussex Academic Press, 2019.
- Divorce After Death. A Widow’s Memoir. Shorehouse Books, 2014.
- American in Translation: A Novel in Three Novellas. Indiana: Xlibris, 2011.
- Beyond Jet-Lag: Other Stories. New Jersey: Ediciones Nuevo Espacio, 2000.
- Una noche en casa. Madrid: Ediciones Huerga & Fierro, 1995.
- Cinco figuras en torno a la novela de posguerra: Galvarriato, Soriano, Formica, Boixadós y Aldecoa. Madrid: Ediciones Libertarias, 1993.
- Edición crítica de Caza menor por Elena Soriano. Madrid: Castalia (Biblioteca de Escritoras), 1992.
- Temas y técnicas en la narrativa de Jesús Fernández Santos. Madrid: Gredos (Biblioteca Románica Hispánica), 1984.

### Cuentos
- East Meets West. Letras Femeninas, XXXI 1 (2005): 221- 225.
- In Loehmann’s Dressing Room. Confluencias (2003): 121-125.
- Unos tomates de New Jersey. Textos, 4 (1996): 17-19.
- El gos. Monte Arabí 22 (1996): 61-66.
- La Gisela. Letras Femeninas, XXI. 1-2 (1995): 218-223.
- Al Club Náutico. Letras Femeninas, XVII. 1-2 (1991): 191-195.

## Premios y distinciones
En 2008, fue premiada con The Tengelmann Teaching and Research Award en la Universidad de Saint Joseph's.  En el año escolar 2001-2002, recibió la distinción de Faculty Merit Award por enseñanza en Saint Joseph's y por Investigación y Actividad Escolar en los años 1984-1985 y 1994-1995, también en Saint Joseph's.  Concha participó en el semanario Fulbright-Hays de Cambios sociales y económicos en América Central: Costa Rica y Nicaragua en 1993.  Fue recipiente de una beca de verano en Saint Joseph's en los años 2002, 1988, 1986 y 1983. 
Consulte su página web para más información: www.conchaalborg.com